# Willows Gemfields
Willows Gemfields – miasto w Australii, w stanie Queensland.